# Prawo nadbrzeżne

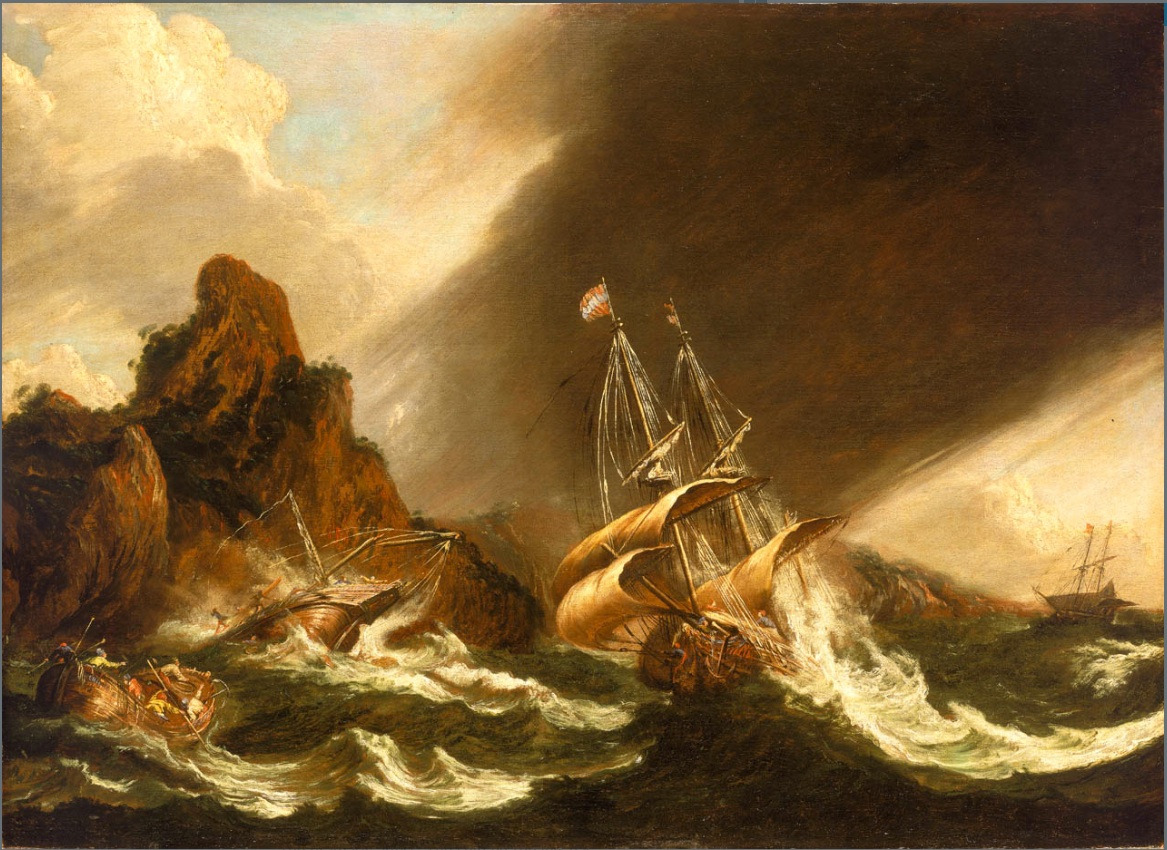
Matthieu van Plattenberg, poł. XVII w.

Prawo nadbrzeżne – zespół przepisów prawnych, zwyczajowych lub pisanych, regulujących sytuację rozbitego statku, samych rozbitków oraz towarów z takiego statku. Tak pojęte prawo nadbrzeżne (w znaczeniu szerokim) mogło i może nadal jeszcze istnieć w każdym niemal graniczącym z morzem kraju. W znaczeniu ścisłym prawo nadbrzeżne (ius naufragii) to prawo osoby spoza grona dotychczasowych właścicieli do rozbitków i ich mienia. Na tle użycia kaszubskiego słowa strąd określającego "wybrzeże", "brzeg", prawo nadbrzeżne bywa nazywane również prawem strądowym.

## Istota prawa nadbrzeżnego
Przedmiotem zainteresowania prawa nadbrzeżnego nie są zbierane na wybrzeżu rzeczy, które nie były jeszcze niczyją własnością, np. ryby, muszle, kamienie (res nullius). Takie rzeczy mogą zostać zawłaszczone przez objęcie ich w posiadanie samoistne zgodnie z art. 181 polskiego kodeksu cywilnego.
Prawo nadbrzeżne zawsze rodziło kontrowersje, mimo to zabór mienia rozbitków uważano za istotne prawo, a nie nadużycie, dodając jednak, że ius naufragii "bezcześci najświętszą nazwę prawa". Prawo nadbrzeżne jest odróżniane od prawa brzegowego (Grundruhrrecht) obowiązującego na brzegach rzek (najczęściej chodziło o drzewo z rozerwanych tratew lub o rzeczy naniesione przez rzekę w czasie powodzi) oraz na drogach (stawiając zasadę "co z wozu spadło, to przepadło", zgodnie z którą seniorzy zawłaszczali towar z rozbitego lub przewróconego wozu). Często jednak prawo nadbrzeżne jest mieszane i łączone z prawem brzegowym, pomimo tego, że prawo nadbrzeżne obowiązywało u wybrzeży morskich, a prawo brzegowe u wybrzeży rzecznych i na drogach. Podobnym w skutkach do prawa nadbrzeżnego jest prawo załamania mostu, zgodnie z którym towary z wozów znajdujących się w chwili załamania mostu na nim, przechodziły na własność pana gruntu. We wszystkich tych przypadkach zachodzą dwa istotne momenty: katastrofa i fakt znalezienia się rzeczy na ziemi należącej do seniora. Ten kontakt z ziemią powodował niejako "przyrastanie" do niej rzeczy. Niekiedy powyższe prawa postrzegano jako szczególne rodzaje znalezienia. W przeciwieństwie jednak do znalezienia prawo nadbrzeżne mogło być wykonane nawet w obecności właściciela (np. gdy ten ocalał z katastrofy i razem ze swoim towarem znalazł się na wybrzeżu) czy też wówczas, gdy było powszechnie wiadome do kogo należą rzeczy wyrzucone na wybrzeże przez morze (w dawnych czasach kupcy morscy oznaczali każdą skrzynię lub beczkę towaru swoim znakiem własnościowym).

## Historia prawa nadbrzeżnego
Starożytni Grecy chronili rozbitków, a zwyczajowo-prawne praktyki rabowania rozbitków (np. u Traków) uznawali za przejawy barbarzyństwa. Rzeczy z rozbitych statków były w tamtych czasach uważane za rzeczy bezpańskie albo wrogie, a nie należne właścicielowi wybrzeża. Na tle wczesnego prawa rzymskiego rozbitków traktowano jak cudzoziemców, nie mieli zatem żadnych praw i chroniło ich jedynie prawo gościnności. Nie oznacza to, że ich mienie przepadało na rzecz znalazcy czy właściciela wybrzeża. Późniejsze prawo rzymskie obejmowało szczegółowe regulacje chroniące rozbitków, m.in. stanowiąc, że rzeczy wyrzucone do morza przez żeglarzy dla ulżenia statkowi nie mogą zostać zawłaszczone, gdyż pozostają własnością tych, którzy musieli je wrzucić. System prawa rzymskiego nie uznawał zatem żadnej formy prawa nadbrzeżnego. Niektórzy odnajdują jednak prawo nadbrzeżne w prawie rodyjskim (Lex Rhodia de iactu), twierdząc, że miało ono wpływ na prawo rzymskie. 

Najstarsza znana wyraźna wzmianka o prawie nadbrzeżnym pochodzi z Anglii z VII w. Wynika z niej, że wszystko co morze na brzeg wyrzuca, także statek, ładunek i ludzie znajdujący się na statku - winni należeć do "gentiles", przy czym ludzi należy uważać za niewolnych, a w razie oporu zabić. Kolejne wzmianki pochodzą z VIII i IX w. z krajów zachodnioeuropejskich. W XII w. zwyczaj zabierania rozbitkom rzeczy staje się już powszechny. Prawo nadbrzeżne ukształtowało się jako prawo zwyczajowe, któremu w owej opoce przyznawano wyższość nad prawem pisanym. Rozwój własności feudalnej w prawie germańskim doprowadził do uznania wybrzeży morskich za przedmiot praw prywatnych (odmiennie niż w prawie rzymskim). Wykształciła się zasada prawa nadbrzeżnego głosząca, że "żeglarz, który rozbił się ze statkiem stracił ciało i dobytek". Pod słowem ciało (Leib) rozumiano osobistą zależność, poddaństwo, a nawet niewolę. 

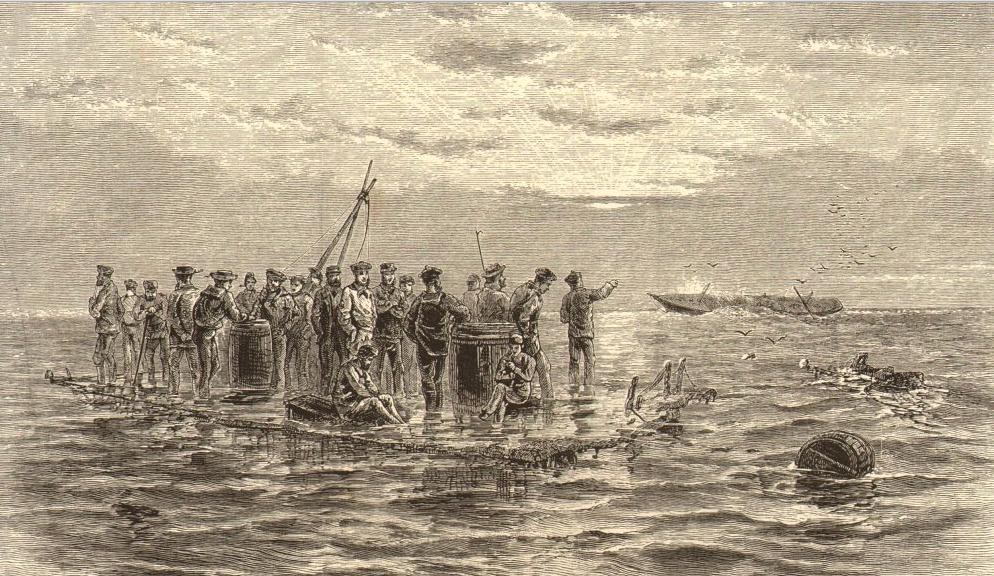
Rozbitkowie z HMS Reynard (1848)

Władca wybrzeży roszcząc sobie prawa do rzeczy wyrzuconych przez morze nie pozostawiał ich jako rzeczy niczyich do swobodnego zawłaszczenia przez znalazcę, ani też nie pozostawiał ich własnemu losowi. Nakaz ujawniania znalezionych na wybrzeżu przedmiotów dopomógł początkowo władcom do uchwycenia dochodów; następnie jednak pomógł miastom do dochodzenia zwrotu. Prawo nadbrzeżne wiązało się zasadniczo z posiadaniem nadmorskiej ziemi. Jednak na północy Europy wyodrębniło się na tyle, iż można było być właścicielem prawa nadbrzeżnego nie posiadając wybrzeży morskich. Pojmowano je przeto jako jedno z praw rzeczowych, rodzaj służebności czy ciężaru gruntowego. 
Ustaliła się zasada, że prawo to przysługuje (jako regale) władcy - księciu lub królowi. Jednak pretensje do prawa nadbrzeżnego rościli sobie również panowie feudalni oraz ludność wybrzeży. Następowały więc nadania regale nadbrzeżnego. Przykładowo w 1236 r. Świętopełk nadając kościołowi św. Wojciecha w Gdańsku pewne prawa we wsiach nadmorskich wyraźnie wyłączył z nadania "naufragia" rezerwując je dla siebie. Jednak dokument ten zainteresowani sfałszowali skutkiem czego klasztor św. Wojciecha (a raczej bracia zakonni) mieli jakoby pełne prawo nadbrzeżne. Z kolei w potwierdzeniu darowizny dokonanej przez Świętopełka na rzecz klasztoru w Dargun, zawartym w dokumencie wystawionym w 1253 r. przez książąt zachodniego Pomorza Barnima I i Warcisława III czytamy, że "prawo, które książęta na rozbitych statkach dla siebie mają zwyczaj rezerwować" pozostaje w wolnym posiadaniu mnichów, jeżeli katastrofa wydarzy się w granicach klasztornych posiadłości. Dnia 29 maja 1557 r. Zygmunt August, zapewniając kasztelanowi gdańskiemu Janowi Kostce i jego małżonce Jadwidze z Przerębskich dożywocie na Starostwie Puckim oraz zabezpieczając na tymże starostwie pożyczoną sumę 10.000 czerwonych złotych, nadał im zarówno to, co może przypaść w razie uwięzienia przy kraju statków wodnych, jak i to, coby już z morza uniesione czyli "zbargowane", innymi słowy z rozbicia ocalone i na brzeg morski uwiezione zostało.
Z drugiej strony przyznawano też przywileje wyłączające albo ograniczające prawo nadbrzeżne. Przykładowo mieszkańcy Szczecina zostali wyłączeni spod prawa nadbrzeżnego przywilejem Świętobora III, księcia pomorskiego w 1407 r. Kupcy otrzymali prawo zbierania swych rzeczy z rozbitych statków na zalewie szczecińskim, Odrze lub na wybrzeżach morza. Elbląg został uwolniony od prawa nadbrzeżnego przez Mestwina, księcia pomorskiego już w 1293 r. Zgodnie z treścią przywileju kupcy nie mieli podlegać żadnym opłatom w razie katastrofy. Przywilej ten zatwierdził rok później Przemysław II, ks. Wielkopolski w dosłownym brzmieniu, a następnie Władysław Łokietek w 1298 r. Gdańsk otrzymał od Kazimierza Jagiellończyka w 1457 r. prawo sądownictwa w sprawach związanych z posiadaniem wybrzeży morskich. Już uprzednio (1454 r.) król zniósł zupełnie prawo nadbrzeżne w odniesieniu do wszystkich rozbitków i ich rzeczy, zastrzegając dla siebie tylko to mienie, do którego nie zgłosił roszczeń ani właściciel ani jego spadkobierca.
W XVII i XVIII w. prawo nadbrzeżne - przynajmniej "na papierze" - wszędzie było poważnie ograniczone, a często zupełnie zniesione. Mimo obowiązywania we wszystkich krajach europejskich praw biorących pod opiekę rozbitków, jeszcze w XVIII i XIX w. w traktatach międzynarodowych zamieszczano klauzulę o wzajemnym zniesieniu prawa nadbrzeżnego. Postanowienia zawieranych umów są do siebie podobne: rzeczy rozbitków pozostają nadal ich własnością lub ich spadkobierców; za udzielenie pomocy należy się niezbyt wygórowana zapłata, często taka sama od statku cudzoziemskiego jak i od krajowego. Określony jest również termin, w ciągu którego właściciel lub spadkobiercy mogą zgłaszać swe roszczenia. Najczęściej jest to tradycyjny okres roku i jednego dnia. Układy międzynarodowe z XVIII i XIX w. ustaliły, że termin biegnie od dnia katastrofy, a niektóre z nich przewidziały początek terminu na dzień publikacji o znalezieniu rzeczy z rozbitych statków (lub nawet na dzień trzeciej publikacji, jeżeli przewidziano trzykrotne ogłoszenie).

## Regulacje prawne ratownictwa morskiego
Począwszy od XVII w. wszystkie niemal państwa europejskie wydawały ustawy regulujące postępowanie w razie udzielenia pomocy rozbitkom lub w wypadku znalezienia rzeczy z rozbitego statku. Przyjęcie zasady, iż rozbitkowie pozostają wolni, a rzeczy ich nie podlegają żadnym opłatom, wyjąwszy wynagrodzenie dla ludzi, którzy rzeczywiście udzielili im pomocy - nie daje się pogodzić z istotą feudalnego prawa nadbrzeżnego, opartego na założeniu, że rozbicie się statku u wybrzeży zmienia stan prawny ludzi i rzeczy. Jeżeli nawet w danym porządku prawnym przyjęto, że od rzeczy znalezionych na wybrzeżu pobiera się opłatę w formie znaleźnego - nie jest to już prawo nadbrzeżne. 
Z drugiej strony wskazuje się, że to właśnie dawne prawo nadbrzeżne (ius naufragii) stanowi źródło idei odpłatności czynności ratowniczych. Zgodnie z polskim kodeksem morskim ratownictwem morskim jest udzielanie pomocy statkowi znajdującemu się w niebezpieczeństwie na jakichkolwiek wodach oraz ratowanie znajdującego się na nim lub z niego pochodzącego mienia, jak również ratowanie innego mienia znajdującego się na morzu i niepołączonego trwale i celowo z wybrzeżem (art. 231 KM). Za ratownictwo morskie należy się wynagrodzenie (art. 232 § 1 KM), przy czym nie należy się wynagrodzenie za ratownictwo morskie, które nie dało pożytecznego wyniku (art. 233 KM). Ponadto nie ma prawa do wynagrodzenia ten, kto przedsięwziął działania ratownicze wbrew wyraźnemu i uzasadnionemu sprzeciwowi armatora lub kapitana statku albo właściciela innego mienia znajdującego się w niebezpieczeństwie, które nie znajduje się i nie znajdowało się na statku (art. 234 KM).